# ISO 3166-2:UY

Mapa de Uruguay y sus 19 Departamentos

ISO 3166-2:UY es la entrada para Uruguay en ISO 3166-2, parte de los códigos de normalización ISO 3166 publicados por la Organización Internacional de Normalización (ISO), que define los códigos para los nombres de las principales subdivisiones (p.ej., provincias o estados) de todos los países codificados en ISO 3166-1.
En la actualidad, para Uruguay los códigos ISO 3166-2 se definen para  19 departamentos.
Cada código consta de dos partes, separadas por un guion. La primera parte es UY , el código ISO 3166-1 alfa-2 para Uruguay La segunda parte tiene dos letras, que determinan el departamento.

## Códigos actuales
Los nombres de las subdivisiones se ordenan según el estándar ISO 3166-2 publicado por la Agencia de Mantenimiento ISO 3166 (ISO 3166/MA).
Pulsa sobre el botón en la cabecera para ordenar cada columna.
| Código | Nombre de la subdivisión |
| ------ | ------------------------ |
| UY-AR  | Artigas                  |
| UY-CA  | Canelones                |
| UY-CL  | Cerro Largo              |
| UY-CO  | Colonia                  |
| UY-DU  | Durazno                  |
| UY-FS  | Flores                   |
| UY-FD  | Florida                  |
| UY-LA  | Lavalleja                |
| UY-MA  | Maldonado                |
| UY-MO  | Montevideo               |
| UY-PA  | Paysandú                 |
| UY-RN  | Río Negro                |
| UY-RV  | Rivera                   |
| UY-RO  | Rocha                    |
| UY-SA  | Salto                    |
| UY-SJ  | San José                 |
| UY-SO  | Soriano                  |
| UY-TA  | Tacuarembó               |
| UY-TT  | Treinta y Tres           |